# Cryptopimpla flavopterum
Cryptopimpla flavopterum là một loài tò vò trong họ Ichneumonidae.